# Duello tra donne
Il Duello tra donne è un dipinto di Jusepe de Ribera, noto come lo Spagnoletto, realizzato a olio su tela 235 × 212 cm. È conservata al Museo del Prado di Madrid.
Il quadro, firmato e datato, venne realizzato a Napoli nel 1636.

## Soggetto
Il quadro illustra un presunto episodio avvenuto a Napoli nel 1552: due donne, Isabella de Carazzi e Diambra de Pottinella, si sarebbero affrontate in duello alla presenza del marchese del Vasto per amore di un uomo chiamato Fabio di Zeresola.
Il soggetto del dipinto è stato anche interpretato come allegoria della lotta tra il Vizio e la Virtù.